# Industrialisatie

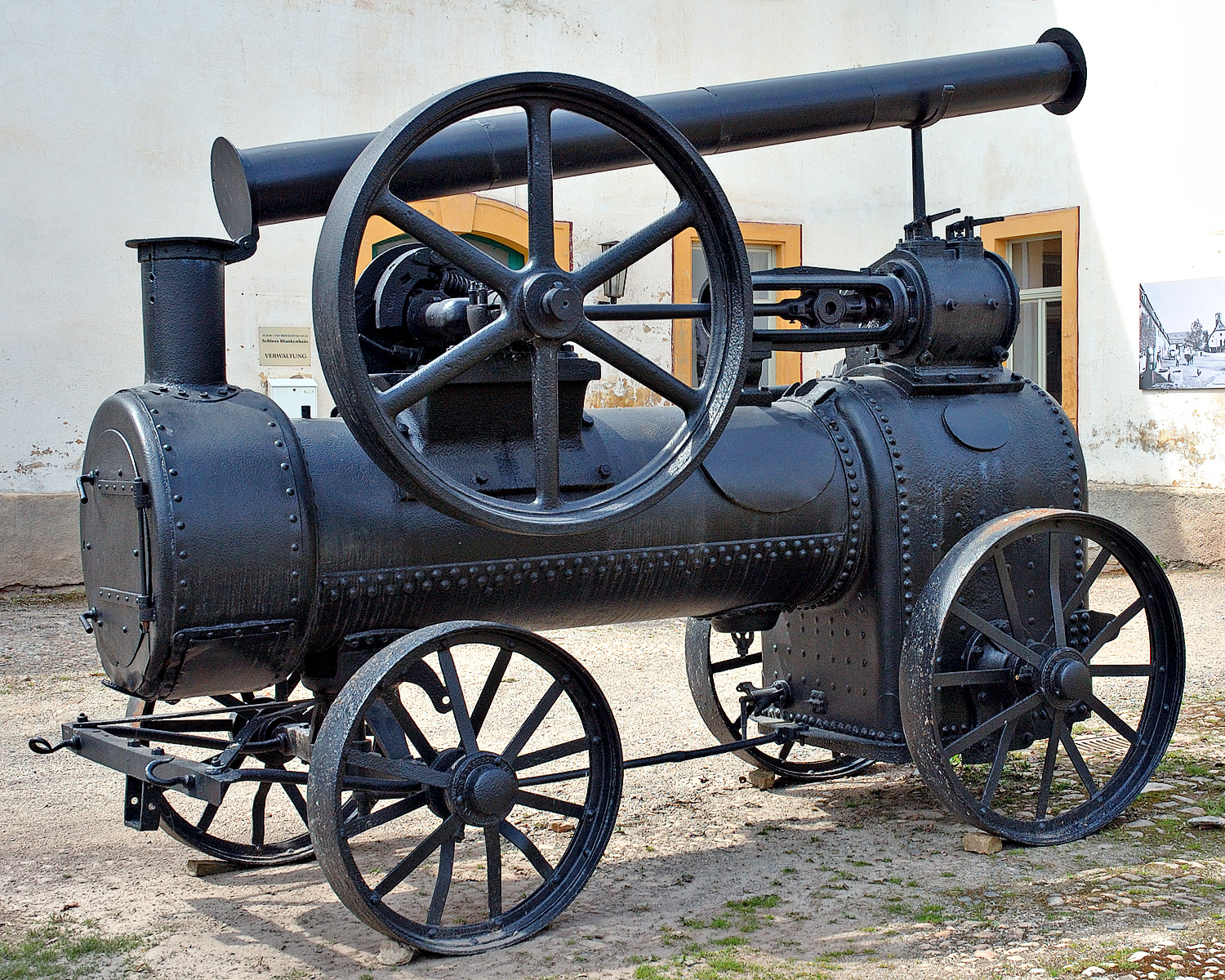
De stoomlocomobiel werd vanaf het laatste kwart van de negentiende eeuw veel gebruikt voor aandrijving en tractie

Industrialisatie is het proces van veranderingen in het productieproces door mechanisatie en de daaropvolgende veranderingen in de productieorganisatie, zoals de invoering van het fabriekssysteem. Het betreft dus niet alleen technologische, maar ook sociale veranderingen. Hierdoor wordt de economie van een samenleving steeds sterker afhankelijk van de industriële productie in plaats van de opbrengsten van landbouw en huisnijverheid. Een ander gevolg is de verstedelijking.
In een periode van industrialisatie wordt arbeid, die traditioneel vooral werd gedaan met behulp van spierkracht van mens en dier, in toenemende mate verricht door machines.
De eerste industriegebieden vormden zich vanaf de late middeleeuwen onder andere langs de rivier de Wupper in het hertogdom Berg (nu Nordrijn-Westfalen in Duitsland) en het koninkrijk Pruisen, in de tweede helft van de achttiende eeuw in Groot-Brittannië en niet veel later ook in België. De machines werden aanvankelijk met waterkracht aangedreven en na uitvinding van de stoommachine door stoom. Deze ontwikkeling werd begunstigd door de aanwezigheid van snelstromend water en steenkool als energieleverancier; de aanwezigheid van ijzererts betekende een belangrijke leverancier van grondstof.
Nederland bleef nog lang primair een handels- en landbouwnatie, hoewel er al vanaf de late middeleeuwen een bescheiden vorm van industrialisatie plaatsvond met behulp van water- en windkracht. De industriële revolutie kwam er echter niet eerder dan ongeveer 1860 op gang.
In veel landen buiten Europa, Noord-Amerika en Japan heeft de industrialisatie zich pas in de tweede helft van de twintigste eeuw ontwikkeld.